# Bane Nor
Bane NOR SF er en norsk statsejet virksomhed, der har ansvaret for infrastrukturen på de norske jernbaner. Etableringen af virksomheden blev vedtaget i det norske statsråd 5. februar 2016 med praktisk virkning fra 1. januar 2017, hvor den erstattede Jernbaneverket. Etableringen af virksomheden var en del af Regeringen Solbergs jernbanereform. I etableringsfasen blev den kaldt for Jernbaneinfrastrukturforetaket.
Bane NOR's formål er at sørge for, at jernbaneinfrastrukturen er tilgængelig, effektiv og brugervenlig med henblik på transport af personer og gods på det nationale jernbanenet. Fra samfundets side er det pålagt planlægning, udbygning, forvaltning, drift og vedligeholdelse af det nationale jernbanenet, trafikstyring og forvaltning af jernbaneejendom, som det har ansvaret for i henhold til aftale med Jernbanedirektoratet. Det er hovedsageligt de områder, Jernbaneverket tidligere havde ansvaret for.
Virksomheden ejes af Samferdselsdepartementet Den bliver hovedsageligt finansieret gennem aftaler med Jernbanedirektoratet om forvaltning, drift og vedligeholdelse af eksisterende infrastruktur og udbygning af ny infrastruktur. Dertil kommer indtægter fra salg af tjenester til togselskaber, kørselsafgifter og indtægter knyttet til fast ejendom. 1. maj 2017 overtog Bane NOR desuden ejerskabet af Rom Eiendom fra NSB-koncernen. Det nyerhvervede ejendomsselskab blev samtidig omdøbt til Bane NOR Eiendom.

## Organisation
Bane NOR er inddelt i fem divisioner med hver deres ansvarsområder og fire koncernstabe med fagansvar på tværs af divisionerne.
- Udbygningsdivisionen har ansvar for at planlægge og gennemføre projekter for ny infrastruktur.
- Infrastrukturdivisionen har ansvar for forvaltning, drift og vedligeholdelse, samt investeringsprojekter knyttet til forbedring af eksisterende infrastruktur.
- Kunde- og trafikdivisionen har ansvar for den operative trafikstyring, tjenestekøreplaner, aftaler med togoperatørerne og information til passagererne.
- Knudepunkts- og ejendomsdivisionen har ansvar for at forvalte og udvikle virksomhedens ejendomme.
- Digitaliserings- og teknologidivisionen har ansvar for udvikling og leverancer indenfor digitalisering og teknologi.